# ナストロ・ダルジェント監督賞
ナストロ・ダルジェント監督賞（Nastro d'argento al miglior regista）は、ナストロ・ダルジェント賞の部門のひとつである。2017年、最優秀作品監督賞（Nastro d'argento al regista del miglior film）に代わって作品賞（Nastro d'argento al miglior film）とともに設置された。

## 受賞者・候補者一覧
太字が受賞者。

### 2010年代
- 2017年：
  - ジャンニ・アメリオ - 『ナポリの隣人』（La tenerezza）
  - マルコ・ベロッキオ - 『甘き人生』（Fai bei sogni）
  - エドアルド・デ・アンジェリス - 『切り離せないふたり』（Indivisibili）
  - フェルザン・オズペテク - 『赤いイスタンブール』（Rosso Istanbul）
  - ファビオ・グラッサドニア、アントニオ・ピアッツァ - 『シシリアン・ゴースト・ストーリー』（Sicilian Ghost Story）
- 2018年：
  - マッテオ・ガッローネ - 『ドッグマン』（Dogman）
  - パオロ・フランキ - 『Dove non ho mai abitato』
  - ルカ・グァダニーノ - 『君の名前で僕を呼んで』（Call Me By Your Name）
  - ガブリエーレ・ムッチーノ - 『家族にサルーテ！イスキア島は大騒動』（A casa tutti bene）
  - スザンナ・ニッキアレッリ - 『Nico, 1988』
  - フェルザン・オズペテク - 『ナポリ、熟れた情事』（Napoli velata）
  - パオロ・ソレンティーノ - 『LORO 欲望のイタリア』（Loro）
- 2019年：
  - マルコ・ベロッキオ - 『シチリアーノ 裏切りの美学』（Il traditore）
  - エドアルド・デ・アンジェリス - 『堕ちた希望』（Il vizio della speranza）
  - クラウディオ・ジョヴァンネージ - 『La paranza dei bambini』
  - ヴァレリア・ゴリーノ - 『幸せな感じ』（Euforia）
  - ルカ・グァダニーノ - 『サスペリア』（Suspiria）
  - マリオ・マルトーネ - 『カプリ島のレボリューション』（Capri-Revolution）
  - マッテオ・ロヴェレ - 『ザ・グレイテスト・キング』（Il primo re）

### 2020年代
- 2020年：
  - マッテオ・ガッローネ - 『ほんとうのピノッキオ』（Pinocchio）
  - ジャンニ・アメリオ - 『Hammamet』
  - プーピ・アヴァーティ - 『Il signor Diavolo』
  - クリスティーナ・コメンチーニ - 『Tornare』
  - ファビオ＆ダミアーノ・ディンノチェンツォ - 『悪の寓話』（Favolacce）
  - ピエトロ・マルチェッロ - 『マーティン・エデン』（Martin Eden）
  - マリオ・マルトーネ - 『Il sindaco del rione Sanità』
  - ガブリエーレ・ムッチーノ - 『離ればなれになっても』（Gli anni più belli）
  - フェルザン・オズペテク - 『幸運の女神』（La dea fortuna）
  - ガブリエーレ・サルヴァトレス - 『オール・マイ・クレイジー・ラブ』（Tutto il mio folle amore）

- 2021年：
  - エンマ・ダンテ - 『Le sorelle Macaluso』
  - プーピ・アヴァーティ - 『Lei mi parla ancora』
  - フランチェスコ・ブルーニ - 『きっと大丈夫』（Cosa sarà）
  - アントニオ・カプアーノ - 『Il buco in testa』
  - エドアルド・ポンティ - 『これからの人生』（La vita davanti a sé）

- 2022年：
  - マリオ・マルトーネ – 『ノスタルジア』（Nostalgia）および『笑いの王』（Qui rido io）
  - レオナルド・ディ・コスタンツォ – 『内なる檻』（Ariaferma）
  - ミケランジェロ・フランマルティーノ – 『洞窟』（Il buco）
  - ガブリエーレ・マイネッティ – 『フリークスアウト』（Freaks Out）
  - セルジオ・ルビーニ – 『I Fratelli De Filippo』
  - パオロ・ソレンティーノ – 『Hand of God -神の手が触れた日-』（È stata la mano di Dio）
  - パオロ・タヴィアーニ – 『遺灰は語る』（Leonora Addio）

- 2023年：
  - マルコ・ベロッキオ - 『エドガルド・モルターラ ある少年の数奇な運命』（Rapito）
  - アンドレア・ディ・ステファノ - 『アモーレの最後の夜』（L’ultima notte di Amore）
  - ルカ・グァダニーノ - 『ボーンズ アンド オール』（Bones and All）
  - ナンニ・モレッティ - 『チネチッタで会いましょう』（Il sol dell’avvenire）
  - キム・ロッシ・スチュアート - 『Brado』
- 2024年：
  - マッテオ・ガッローネ - 『僕はキャプテン』（Io capitano）
  - ピエトロ・カステッリット - 『Enea』
  - ルカ・グァダニーノ - 『チャレンジャーズ』（Challengers）
  - アリーチェ・ロルヴァケル - 『墓泥棒と失われた女神』（La chimera）
  - ステファノ・ソッリマ - 『アダージョ』（Adagio）